# 니시미야나가촌
니시미야나가촌(西宮永村)은 후쿠오카현 야마토군에 있던 촌이다. 현재의 야나가와시의 일부에 해당한다.